# Marina Robles
Marina Robles García es doctora en Medio Ambiente y Desarrollo por la Universidad Autónoma de Baja California (UABC) y desde el 1 de octubre de 2024 se desempeña como subsecretaria de Política Ambiental y Recursos Naturales en la Secretaría de Medio Ambiente y Recursos Naturales (Semarnat) del Gobierno de México.

## Trayectoria académica
Es doctora en Medio Ambiente y Desarrollo por la Universidad Autónoma de Baja California (UABC), estudió la maestría en Ecología Marina en el CICESE y cursó la licenciatura en Oceanología en la UABC. También es egresada del Programa de Liderazgo Ambiental del Colegio de México (LEAD).

## Trayectoria profesional
Actualmente es subsecretaria de Política Ambiental y Recursos Naturales en la Secretaría de Medio Ambiente y Recursos Naturales. Del 5 de diciembre de 2018 al 30 de septiembre de 2024 fue titular de la Secretaría del Medio Ambiente de la Ciudad de México.
A lo largo de su trayectoria profesional se desempeñó como investigadora y coordinadora de proyectos en el Centro de Especialistas en Gestión Ambiental. Fue directora de Educación Ambiental, en la Secretaría del Medio Ambiente del Gobierno de la Ciudad de México. 
Trabajó como asesora de la presidencia del Instituto Nacional de Ecología; además, fue investigadora en el área de Ciencias Naturales del Museo Regional de la Universidad Autónoma de Baja California.
Coordinó la Maestría en Educación Ambiental en la Universidad Pedagógica Nacional. Fue editora de la revista “Investigación ambiental. Ciencia y Política Pública” y laboró como docente en múltiples instituciones académicas.
Es autora de diversos artículos y capítulos de libros científicos y de divulgación, y forma parte de la Academia Nacional de Educación Ambiental.
- Datos: Q65160561